# 健康路 (臺北市)
健康路（英語：Jiankang Rd.）為臺北市主要東西向道路之一，全路位在松山區境內。健康路麥帥二橋口也經常為路跑的路線段之一。
健康路由於近期的健康公宅完工落成，附近小吃店，鄰近的南京公寓市場越來越蓬勃發展，且人口數也比落成前增加許多。

## 路跑分段
- 一段(長春路)：中山北路～建國北路
- 二段(長春路)：建國北路～新生北路
- 三段(長春路)：新生北路～敦化北路
- 四段(健康路)：敦化北路～光復北路
- 五段(健康路)：光復北路～堤頂大道
- 六段(行善路)：堤頂大道～中山高速公路下。

## 沿線設施
- 震旦21世紀大樓（156號）
- 三軍總醫院松山分院（131號）
- 長壽公園
- 西松公園
- 汽車維修廠專區（沿街）
- 健康公宅